# Marcel Claesen
Marcel Claesen (23 aprile 1965) è un ex giocatore di calcio a 5 belga.

## Carriera
Con la Nazionale maschile di calcio a 5 del Belgio Claesen ha disputato l'European Futsal Tournament 1996 nel quale i diavoli rossi hanno conquistato il bronzo, nonché il successivo FIFA Futsal World Championship 1996 concluso al secondo turno, nel girone comprendente Spagna, Russia e Italia. In totale, ha disputato 30 incontri con la nazionale, realizzando 6 reti.